# Cartelègue
Cartelègue település Franciaországban, Gironde megyében. Lakosainak száma 1297 fő (2022. január 1.). Cartelègue Étauliers, Campugnan, Eyrans, Mazion, Reignac és Saint-Paul községekkel határos.

## Népesség
A település népességének változása:
| Lakosok száma | 747  | 1064 | 829  | 1001 | 1228 | 1275 | 1244 | 1233 | 1254 | 1297 |
|               | 1968 | 1982 | 1990 | 2006 | 2013 | 2015 | 2017 | 2019 | 2020 | 2022 |